# Lonchognathosaurus
Lonchognathosaurus is een geslacht van uitgestorven pterosauriërs, behorend tot de groep van de Pterodactyloidea, dat leefde tijdens het Vroeg-Krijt in het gebied van het huidige China. De enige benoemde soort is Lonchognathosaurus acutirostris.
In 2001 vond een Duits-Chinese expeditie de snuit van een pterosauriër. Het fossiel werd door Henrik Stöhr van de Universiteit van Tübingen geprepareerd.
De typesoort Lonchognathosaurus acutirostris werd in 2004 beschreven door Michael Maisch, Andreas Matzke en Sun Ge. De geslachtsnaam is afgeleid van het Klassiek Griekse lonchos, 'speerpunt', gnathos, 'kaak' en sauros, 'hagedis', een verwijzing naar het feit dat het een reptiel is met puntige kaken. Naar hetzelfde gegeven verwijst de soortaanduiding die 'naaldsnuit' betekent.
Het fossiel, holotype SGP 2001/19, is bij Ürümqi, nabij Liuhonggou in het zuidelijke Junggarbassin, gevonden in de Lianmuxinformatie van de autonome regio Sinkiang, in een laag uit het Aptien-Albien. Het bestaat uit de voorzijde van schedel en onderkaken. Het fossiel is niet erg samengedrukt. De lengte van de complete schedel wordt geschat op ongeveer veertig centimeter. De voorzijde van de snuit is langwerpig, plat, erg spits toelopend en tandeloos. In de aan de onderzijde zeer rechte maxilla staan, vrij ver uit elkaar, acht tanden. De achterste tanden verkleinen en de tandenrij houdt nog voor de fenestra nasoantorbitalis weer op. De tandkassen verheffen zich niet boven de kaaklijn maar zijn wel omringd door een lage beenrichel. Op de snuit was een grote kam aanwezig die een holle voorzijde heeft en een ruw oppervlak dat wijst op een bedekking bij het levende dier door hoornschacht.
De beschrijver plaatsten Lonchognathosaurus, na een exacte kladistische analyse, in de Dsungaripteridae als de zustersoort van Dsungaripterus, gezien zijn spitse snuit en plots ontspringende kam. Ze stelden dat de Germanodactylidae, waar zulke vormen in het verleden ook wel aan toegewezen werden, een parafyletische verzameling van basale Dsungaripteroidea waren — en dus een nutteloos begrip.
Brian Andres stelde in 2010 dat Lonchognathosaurus een jonger synoniem was van Dsungaripterus weii. David Hone stelde in 2017 daarentegen dat de soort niet te onderscheiden viel van Noripterus. In 2021 werd aanvullend postcraniaal materiaal beschreven, ook gevonden in 2001, waaronder de linkervleugel SGP 2001/19/A, dat zou bewijzen dat de soort geldig was. Dat zou blijken uit de aanwezigheid van één autapomorfie: het vierde middenhandsbeen is korter dan het tweede kootje van de vleugelvinger met slechts 85% van de lengte daarvan, een zeldzaam lage verhouding.